# Ниша
Ни́ша (фр. niche или нем. Nische; nicher «вить гнездо» от лат. nīdus «гнездо»; латинское слово русскому «гнездо»);
1. архитектурный элемент, декоративное углубление в стене, используемое для установки статуй, ваз, купелей или других предметов;
2. углубление в бруствере[4];
3. определённая, обычно ограниченная сфера какой-нибудь деятельности, возможность применения такой деятельности.

## Архитектура

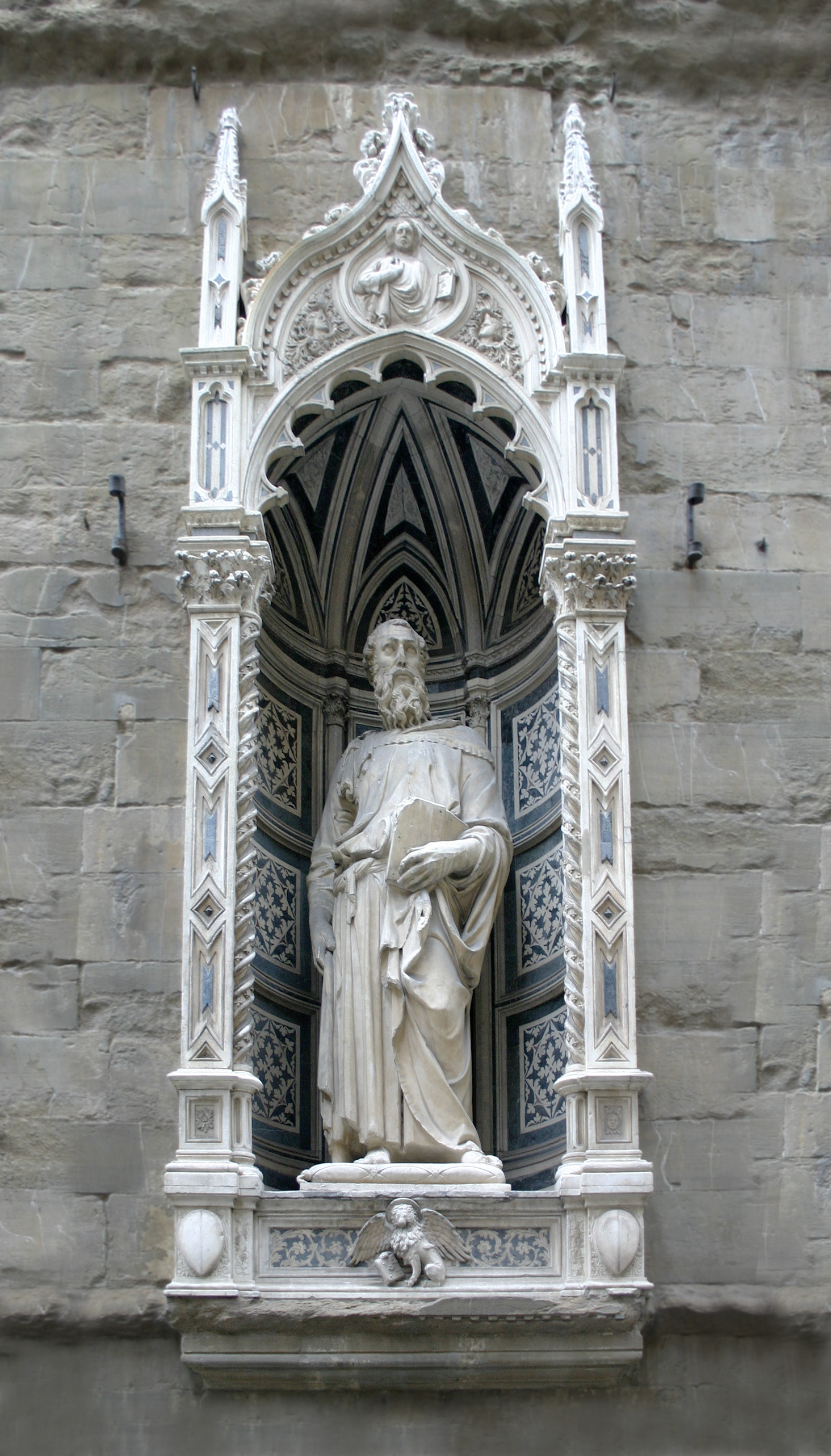
Донателло. Статуя святого Марка в нише фасада Орсанмикеле (Флоренция).

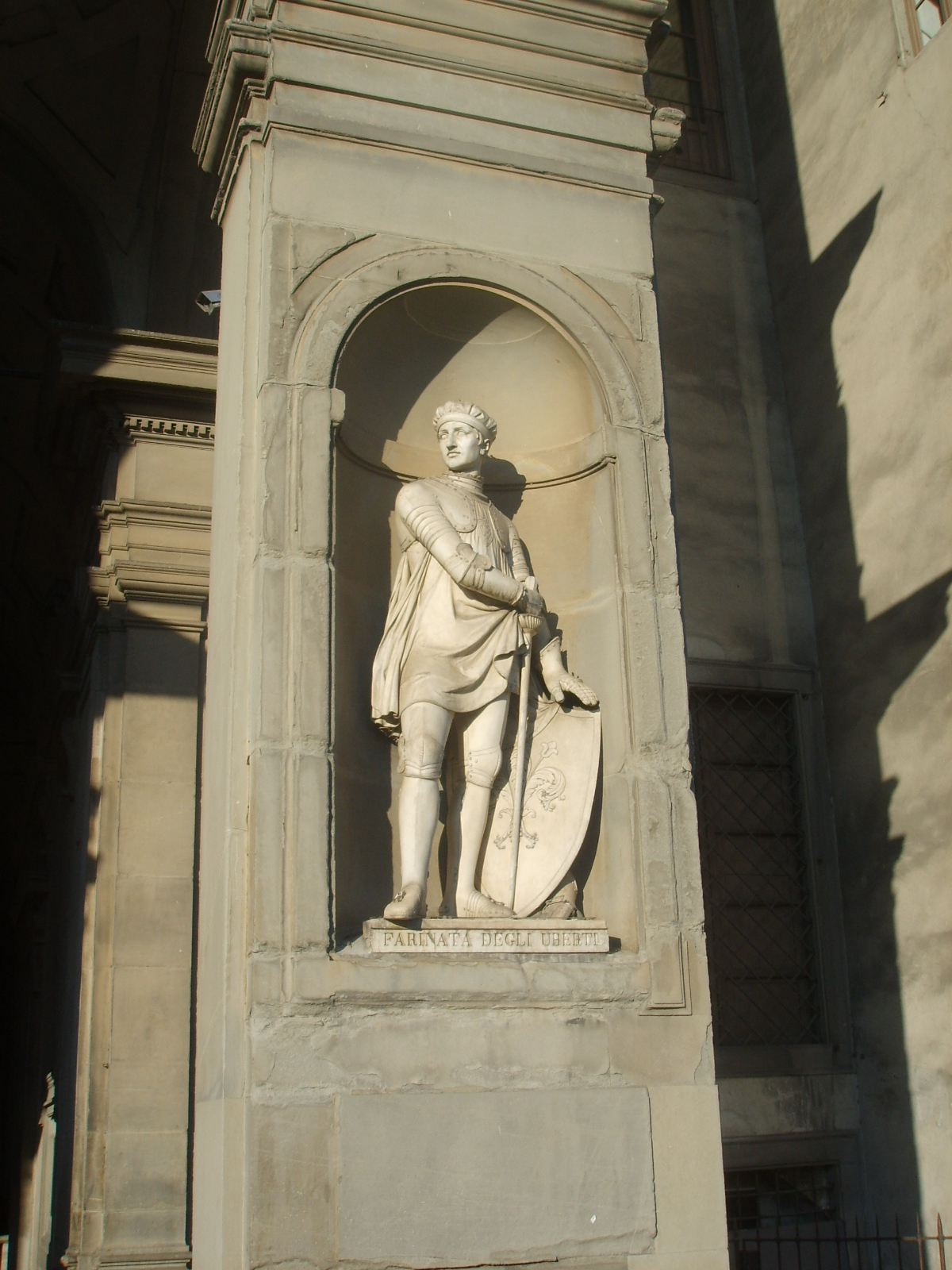
Ниша в экстерьере дворца Уффици, Флоренция, Италия.

Своды ниш полукруглой формы часто украшены раковиновидным гофром.
Ниши нашли широкое применение в культовых сооружениях различных религий. Они использовались ещё древнеримскими архитекторами во внутренних помещениях и на внешних стенах сооружений (например, Храм Дианы в Ниме, II век н. э.). Существует множество примеров использования декоративных углублений в готической архитектуре (Амьенский собор, кафедральный собор в Уэллсе и др.). Ниши использовались и позднее архитекторами эпохи итальянского Возрождения и в европейской архитектуре XVII—XVIII веков.
Полукруглые ниши называются экседрами (др.-греч. ἐξέδρα).

## Военное дело
В военном деле, ниша — углубление в бруствере или стенке окопа, траншеи или хода сообщения, предназначенное для размещения оружия, боевых припасов (хранения патронов, зарядов и снарядов), продовольствия и воды, для их защиты от пуль и осколков снарядов.